# Brasilicereus
Brasilicereus é um gênero botânico da família Cactaceae.
Conhecido somente no Brasil e composto  por 2 espécies.

## Espécies
- Brasilicereus markgrafii
- Brasilicereus phaeacanthus